# لون المخدش
لون المخدش للمعدن: هو لون مسحوق المعدن، ويكاد يكون ثابتًا من الناحية العملية للمعدن الواحد.
ويمكن بكلّ سهولة تعيين هذه الخاصيّة الأساسيّة الّتي لها أهمّيّةٌ كبيرة في تشخيص المعدن بواسطة حكّه على سطح قطعةٍ خشنةٍ من الخزف تسمّى: لوحة المخدش
في بعض الأحيان يكون المعدن أكثر صلادة من لوحة المخدش فلا يترك عليها أثرًا لمخدشه، في هذه الحالة يمكننا أن نحصل على مخدشه بطحن جزءٍ صغيرٍ منه أو يبرد بالمبرد.
ويكون مخدش المعدن عادةً مشابهًا للونه الأصلي وقد يختلف عنه.

أمثلة على لون المخدش:الكوارتز له ألوان عديدة ولكن مخدشه أبيض،كما أن البيريت لونه ذهبي ومخدشه أسود.